# Heterothera serraria
Heterothera serraria is een nachtvlinder uit de familie van de spanners (Geometridae).
De spanwijdte van deze vlinder is 25 tot 30 millimeter. De basiskleur van de vleugels is wit. Op de voorvleugel bevinden zich bruine dwarsbanden en een duidelijke middenstip.
De soort gebruikt fijnspar (Picea abies) als waardplant.
De soort komt voor van Fennoscandinavië, Denemarken, Polen en de Baltische staten tot het oosten van Siberië.